# 1997 en jeu vidéo
Cet article présente les faits marquants de l'année 1997 concernant le jeu vidéo.

## Principales sorties de jeux
| Date                                     | Jeu                              | Plateforme  | Réf.   |
| ---------------------------------------- | -------------------------------- | ----------- | ------ |
| 31 janvier                               | Final Fantasy VII                | PlayStation | [ 1 ]  |
| 13 février                               | Sonic 3D: Flickies' Island       | Sega Saturn | [ 2 ]  |
| 1er mars (lancement de la N64 en Europe) | Super Mario 64                   | Nintendo 64 | [ 2 ]  |
| 1er mars (lancement de la N64 en Europe) | Pilotwings                       | Nintendo 64 | [ 2 ]  |
| 1er mars (lancement de la N64 en Europe) | Star Wars: Shadows of the Empire | Nintendo 64 | [ 2 ]  |
| 4 mars                                   | Turok: Dinosaur Hunter           | Nintendo 64 | [ 2 ]  |
| 7 mars                                   | Blood Omen: Legacy of Kain       | PlayStation | [ 2 ]  |
| 9 mai                                    | Soul Edge                        | PlayStation | [ 3 ]  |
| 20 juin                                  | Sonic Jam                        | Sega Saturn | [ 4 ]  |
| 26 juin                                  | Mario Kart 64                    | Nintendo 64 | [ 5 ]  |
| 4 juillet                                | Killer Instinct Gold             | Nintendo 64 | [ 6 ]  |
| 4 juillet                                | Warcraft II: Tides of Darkness   | PlayStation | [ 6 ]  |
| 25 juillet                               | Puzzle Bobble 2                  | PlayStation | [ 6 ]  |
| 1er août                                 | Mega Man X4                      | Sega Saturn | [ 7 ]  |
| 7 août                                   | Mystical Ninja starring Goemon   | Nintendo 64 | [ 8 ]  |
| 23 août                                  | GoldenEye 007                    | Nintendo 64 | [ 9 ]  |
| 11 septembre                             | Breath of Fire III               | PlayStation | [ 10 ] |
| 18 septembre                             | Oddworld : L'Odyssée d'Abe       | PlayStation | [ 11 ] |
| 25 septembre                             | The King of Fighters '97         | Neo-Geo AES | [ 12 ] |
| 26 septembre                             | Bomberman 64                     | Nintendo 64 | [ 13 ] |
| 3 octobre                                | Lylat Wars                       | Nintendo 64 | [ 14 ] |
| 14 novembre                              | Final Fantasy VII                | PlayStation | [ 15 ] |
| 21 novembre                              | Tomb Raider 2                    | PlayStation | [ 16 ] |
| 21 novembre                              | Diddy Kong Racing                | Nintendo 64 | [ 17 ] |
| 5 décembre                               | Crash Bandicoot 2                | PlayStation | [ 15 ] |
| 23 décembre                              | Gran Turismo                     | PlayStation | [ 18 ] |

## Événements
Salons
- 9-12 janvier : Consumer Electronics Show à Las Vegas;
- 19-20 février : AOU Show au centre Makuhari Messe au Tokyo[2];
- 4-6 avril : Tokyo Game Show à Tokyo au Japon[19];
- 19-21 juin : Electronic Entertainment Expo 1997 à Atlanta[20];
- 5-7 septembre : Tokyo Game Show au Japon[21];
- 7-9 septembre : European Computer Trade Show à Londres;
- 21-24 novembre : 9e édition du Nintendo Space World au centre Makuhari Messe au Japon[22].

Lancements
- 18 février : création du site Jeuxvideo.com, lancé en mars 1997[23];
- 1er mars : Nintendo lance la Nintendo 64 en Europe[α],[24];
- 7 mars : Sony lance la collection Platinum en Europe[25];
- 25 avril : Sega lance la collection Satakore au Japon[26];
- 27 juin : lancement de la CPL qui organise les premiers tournois professionnels de jeu vidéo avec Quake[o 1];
- 1er septembre : Nintendo lance la Nintendo 64 en France[27];
- 3 octobre : sortie de l'accessoire Rumble Pak en Europe, fournie avec le premier jeu compatible, Lylat Wars[14].

Personnalités
- 4 octobre : décès de Gunpei Yokoi, créateur du D-Pad, des Game and Watch, du Game Boy et de beaucoup d'autres choses, indissociable de l'histoire du jeu vidéo[28].

## Meilleures ventes
La liste des meilleures ventes de jeux sur console au Japon :
| Classement | Titre                 | Support     | Nombre d'unités |
| ---------- | --------------------- | ----------- | --------------- |
| 1          | Pokémon Rouge et Bleu | Game Boy    | 3 995 988       |
| 2          | Final Fantasy VII     | PlayStation | 3 277 290       |
| 3          | Derby Stallion        | PlayStation | 1 581 138       |
| 4          | Final Fantasy Tactics | PlayStation | 1 237 328       |
| 5          | SaGa Frontier         | PlayStation | 1 057 263       |
| 6          | Everybody's Golf      | PlayStation | 1 023 168       |
| 7          | PaRappa the Rapper    | PlayStation | 761 621         |
| 8          | I.Q. intelligent Cube | PlayStation | 749 138         |
| 9          | Tamagotchi            | Game Boy    | 746 383         |
| 10         | Mario Kart 64         | Nintendo 64 | 731 385         |